# Buthus parroti
Buthus parroti es una especie de escorpión del género Buthus, familia Buthidae. Fue descrita científicamente por Vachon en 1949.
Se distribuye por Marruecos. La especie se mantiene activa durante el mes de septiembre.